# Emotion & Commotion
| 전문가 평가       | 전문가 평가  |
| 평가 점수         | 평가 점수    |
| 출처              | 점수         |
| ----------------- | ------------ |
| AllMusic          | [ 1 ]        |
| Chicago Tribune   | [ 2 ]        |
| The Independent   | [ 3 ]        |
| Los Angeles Times | (ambivalent) |
| PopMatters        | [ 5 ]        |

《Emotion & Commotion》는 2010년 4월 10일, 앳코 레코드에서 발매된 영국의 기타리스트 제프 벡의 열 번째 스튜디오 음반이다. 이 음반은 조스 스톤, 이멜다 메이, 올리비아 세이프의 보컬 퍼포먼스 외에도 여러 트랙에서 64곡의 오케스트라를 선보이며, 〈Over the Rainbow〉, 〈Corpus Christi Carol〉, 〈Lilac Wine〉 등 유명 곡들의 커버와 록 및 클래식 작품들을 수록했다.

## 차트 퍼포먼스
이 음반은 미국 빌보드 200에서 11위로 데뷔했으며, 26,000장의 판매고를 기록했으며, 이는 벡이 45년 만에 데뷔한 음반이다. 그의 최고 차트 작성 음반은 1975년 미국 《빌보드》 음반 차트에서 4위로 정점을 찍은 조지 마틴의 《Blow by Blow》이다. 이 음반은 2016년 7월 현재 미국에서 123,000장이 팔렸다.
이 음반은 영국에서 11위를 차지했고 캐나다에서 9위로 데뷔했다. 일본에서는 1위로 데뷔했다. 이 곡은 호주 차트에서 49위를 차지하며 1989년 《Jeff Beck's Guitar Shop》이 99위에 오른 이후 제프 벡이 ARIA 차트에 처음으로 등장했다.
〈Hammerhead〉는 2011년 그래미 어워드 최우수 록 인스트루멘탈 퍼포먼스 상을 수상했다. 〈Nessun Dorma〉는 그래미 어워드 최우수 팝 인스트루멘탈 퍼포먼스상을 수상했다.

## 곡 목록
| #   | 제목                                          | 작사·작곡              | 재생 시간 |
| --- | --------------------------------------------- | ---------------------- | --------- |
| 1.  | 〈Corpus Christi Carol〉                      | 벤저민 브리튼          | 2:40      |
| 2.  | 〈Hammerhead〉                                | 제프 벡, 제이슨 리베로 | 4:15      |
| 3.  | 〈Never Alone〉                               | 리베로                 | 4:22      |
| 4.  | 〈Over the Rainbow〉                          | 해럴드 알렌            | 3:10      |
| 5.  | 〈I Put a Spell on You〉 (Feat. 조스 스톤)    | 스크리밍 제이 호킨스   | 2:59      |
| 6.  | 〈Serene〉 (Feat. 올리비아 세이프)            | 벡, 리베로             | 6:05      |
| 7.  | 〈Lilac Wine〉 (Feat. 이멜다 메이)            | 제임스 셸턴            | 4:44      |
| 8.  | 〈Nessun Dorma〉                              | 자코모 푸치니          | 2:56      |
| 9.  | 〈There's No Other Me〉 (Feat. 조스 스톤)     | 리베로, 조스 스톤      | 4:05      |
| 10. | 〈Elegy for Dunkirk〉 (Feat. 올리비아 세이프) | 다리오 마리아넬리      | 5:03      |